# Richard Cobden
Pour les articles homonymes, voir Cobden.
Richard Cobden (3 juin 1804 à Dunford, dans le Sussex - 2 avril 1865 à Londres) est un industriel britannique et homme d'État radical et libéral.
On l'associe à John Bright dans l’élaboration de l'Anti-Corn Law League, et à Michel Chevalier dans l'élaboration du traité Cobden-Chevalier.

## Premières années
Cobden naquit dans une ferme appelée Dunford, à Heyshott près de Midhurst, dans le Sussex. Sa famille habitait cet endroit depuis de nombreuses générations, travaillant en partie dans le commerce et en partie dans l'agriculture. Son grand-père possédait le Moulin de Bex à Heyshott et était un malteur énergique et prospère qui exerçait les fonctions d'huissier et de premier magistrat de la ville, en s'occupant d'une assez grande partie des affaires du comté. Son père, renonçant à la malterie, se limita à l'agriculture. Peu doué pour les affaires, il mourut pendant que Richard était encore enfant.
La famille revint à Midhurst où Cobden fréquenta une Dame school puis l'école de Bowes Hall à Teesdale dans le Yorkshire. À quinze ans, il alla travailler à Londres dans un entrepôt dirigé par son oncle, Richard Ware Cole, où il devint voyageur de commerce pour la mousseline et le calicot. Son oncle, remarquant la passion de son neveu pour les études, le mit nettement en garde contre ce goût, qui ne pouvait, selon lui, que nuire gravement à son succès dans la vie commerciale. Cobden sut tirer cependant un bon parti de la bibliothèque de la London Institution. Quand son oncle fit faillite, il entra à la société Partridge & Price, à Eastcheap, dont l'un des partenaires avait jadis travaillé avec son oncle.
En 1828, Cobden monta sa propre affaire avec Sheriff et Gillet, partiellement avec le capital de John Lewis ; ils travaillaient en tant qu'agents à Londres pour Fort Brothers, imprimeurs de calicot à Manchester. En 1831, les partenaires cherchèrent à louer une des usines des Fort à Sabden, près de Clitheroe. Bien que Cobden et ses associés ne possédassent pas entre eux un capital suffisant, ils firent sur la société Fort une telle impression qu'elle consentit à investir chez eux une part importante de ses fonds propres. La nouvelle société prospéra et eut bientôt trois établissements : Sabden, où était l'imprimerie, et des points de vente à Londres et à Manchester. Le second était dirigé directement par Cobden, qui, en 1832, commença ce qui devait être une longue association avec la ville. Le succès de cette entreprise fut décisif et rapide et « l'impression de Cobden » fut bientôt réputée pour sa qualité. Pourtant, l'habitude de s'instruire et de s'informer s'était enracinée en lui et elle absorbait une grande partie de son temps, l'amenant sans doute à négliger ses affaires. À cette époque, sous le pseudonyme Libra il publia ainsi dans le Manchester Times de nombreuses lettres où il discutait des questions commerciales et économiques.

## Premières publications

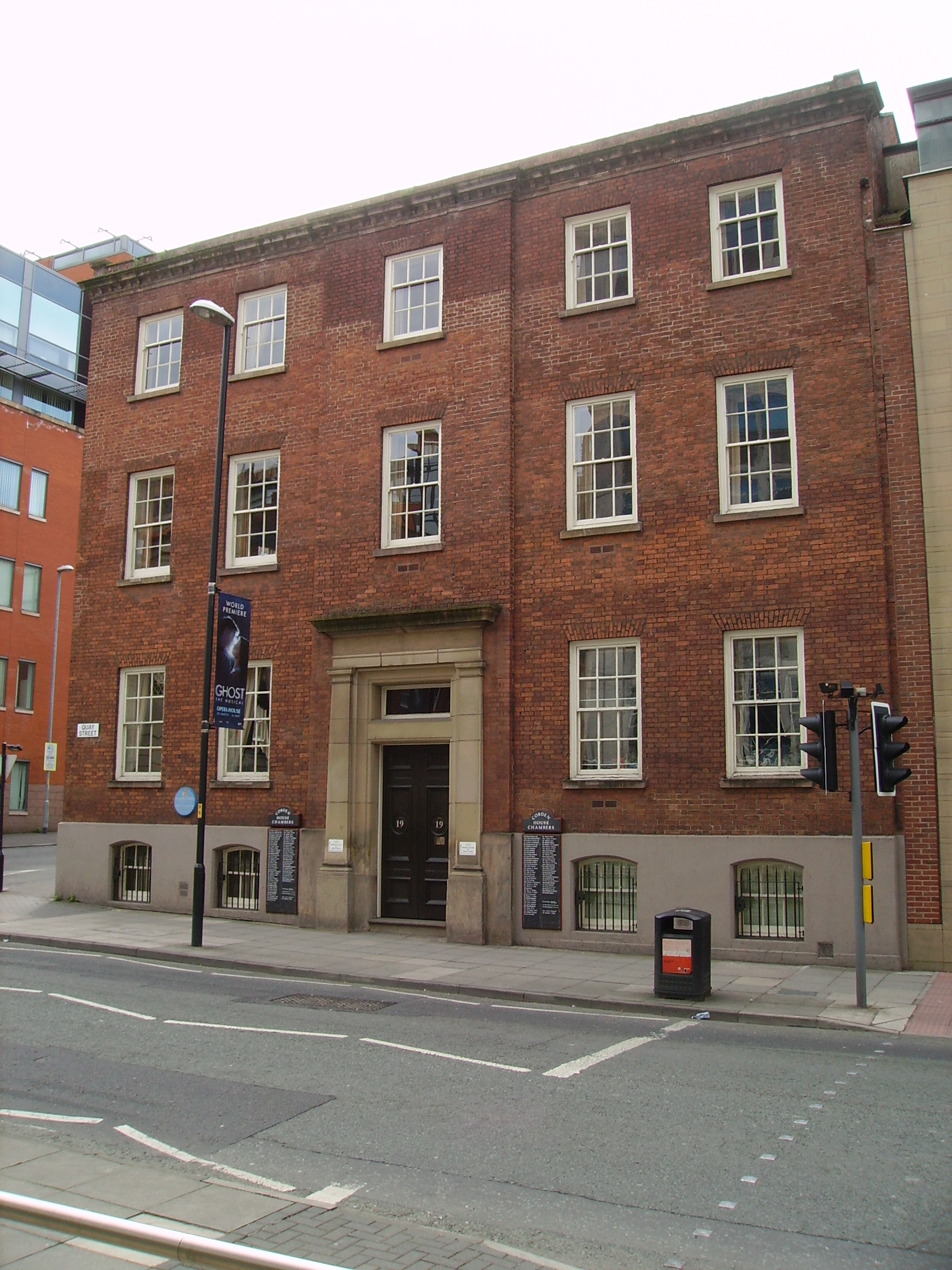
La maison de Cobden, dans Quay Street, fut léguée à l'école préparatoire d'Owens College.

En 1835 il fit paraître sa première brochure, L'Angleterre, l'Irlande et l'Amérique, par un fabricant de Manchester. Cobden y recommandait les principes de paix, de non-intervention, de réduction des dépenses et de libre-échange. Il visita les États-Unis, débarquant à New York le 7 juin 1835. Il consacra environ trois mois à ce voyage, en passant rapidement par les États du littoral et la portion voisine du Canada et en y recueillant tout au long une foule de renseignements concernant l'état du pays, ses ressources et ses possibilités. Un autre travail parut vers la fin de 1836 sous le titre de La Russie. Son dessein était de combattre une poussée violente de russophobie inspiré par David Urquhart. On y trouvait aussi une mise en accusation audacieuse de tout le système de politique étrangère, fondé sur l'idée d'équilibre des pouvoirs et de la nécessité de protéger le commerce.
Sa mauvaise santé l'obligea à quitter l'Angleterre et pendant plusieurs mois, à la fin de 1836 et du début de 1837, il voyagea en Espagne, en Turquie et en Égypte. Pendant sa visite en Égypte il eut une entrevue avec Méhémet Ali, que l'on disait un souverain réformateur mais dont il n'emporta pas une impression très favorable. Il revint en Angleterre en avril 1837.

## Premiers pas en politique
Cobden devint bientôt un personnage important dans la vie politique et intellectuelle de Manchester. Il lutta pour la création de l'Athenæum de Manchester et prononça le discours d'inauguration. Il était membre de la chambre de commerce et participa à la campagne pour la création d'une grande communauté urbaine, dont il fut un des premiers conseillers élus. Il commença aussi à s'intéresser vivement à la cause de l'éducation populaire. Certains de ses premiers discours publics eurent lieu dans des réunions qu'il avait organisées à Manchester, Salford, Bolton, Rochdale et d'autres villes voisines, pour recommander la création d'écoles en Grande-Bretagne. C'est à l'occasion d'un voyage qu'il fit dans ce but à Rochdale qu'il fit la connaissance de John Bright. En 1837, la mort de Guillaume IV et l'avènement de la reine Victoria provoquèrent des élections générales. Cobden était candidat à Stockport, mais fut battu de peu.

## Corn Laws
En 1838, une association se constitua à Manchester pour combattre les Corn Laws et, sur sa suggestion, elle se constitua par la suite sur le plan national sous le nom d'Anti-Corn Law League. Pendant les sept ans que dura la ligue, Cobden fut son porte-parole principal et son grand inspirateur. Il ne craignait pas de défier les grands propriétaires agricoles ni d'affronter les Chartistes, conduits par Feargus O'Connor.
En 1841, Robert Peel ayant renversé le ministère Melbourne au parlement, il y eut des élections générales : Cobden devint député de Stockport. Le 24 août, cinq jours après la réunion de la Chambre des communes, pendant la discussion sur le Discours de la Reine, Cobden prononça son premier discours. Harriet Martineau écrit à ce propos dans son Histoire de la Paix : « On remarqua que ses collègues ne l'avaient pas traité au Parlement avec la courtoisie généralement en usage quand il s'agissait d'un nouveau membre, et on remarqua qu'il n'avait pas besoin de ces égards. » Sans se laisser décourager, il présenta une exposition simple et énergique de sa position sur les Corn Laws. 
Le 17 février 1843, Cobden lança une attaque contre Peel, qu'il considérait comme responsable de la situation misérable des ouvriers du pays. Peel ne répondit pas dans la discussion mais le discours avait été prononcé à un moment où les tensions politiques étaient extrêmes. Edward Drummond, secrétaire privé de Peel, avait récemment été confondu avec le Premier ministre et assassiné dans la rue. C'était l'œuvre d'un dément, mais dès le soir Peel fit allusion au ton violent et passionné de discours, le considérant comme une incitation à des violences contre sa personne. Le parti de Peel sauta sur l'occasion et l'excitation y fut à son comble si bien que, quand Cobden essaya d'expliquer qu'il entendait ne critiquer que l'homme public et non la personne privée, il n'arriva pas à se faire entendre.
Peel commença par « rejeter complètement et explicitement l'imputation qui avait été faite dans la chaleur de la discussion et à la suite d'une impression fausse » ; mais il fut finalement convaincu par les arguments de Cobden, au prix d'une scission dans son propre parti. L'abrogation des Corn Laws passa à la Chambre des communes le 16 mai 1846 avec seulement 98 voix de majorité.

## Hommage et séjour à l'étranger
Cobden avait sacrifié à cette campagne ses affaires, son confort et pour quelque temps sa santé. Ses amis estimèrent donc que la nation lui devait un tribut substantiel de gratitude et d'admiration pour ces sacrifices. Une souscription publique rapporta la somme de 80 000 £. S'il avait été doté d'ambition personnelle, il aurait pu s'engager dans la vie politique avec la perspective d'atteindre un poste plus élevé. Lord John Russell qui, peu après l'abrogation des Corn Laws, avait succédé à Peel comme Premier ministre, invita Cobden à participer à son gouvernement mais il déclina l'invitation.
Cobden avait espéré refaire ses forces en se consacrant un peu à lui-même à l'étranger mais sa gloire s'était répandue dans toute l'Europe et le mouvement radical le portait aux nues. En juillet 1846, il écrivait à un ami : « Je vais vous parler d'un projet qui vient de naître dans mon cerveau. J'ai renoncé à toute idée d'aller m'enterrer en Égypte ou en Italie. Je continue mon voyage en faisant ma campagne de propagande à travers le continent européen ». Il faisait allusion aux invitations qu'il avait reçues de France, de Prusse, d'Autriche, de Russie et d'Espagne et il ajoutait : « C'est bien, avec l'aide de Dieu pendant les douze mois qui viennent, je visiterai tous les grands États de l'Europe, je verrai leurs souverains ou leurs hommes d'État et je ferai tout mon possible pour leur faire admettre ces vérités qui ont fini par l'emporter dans mon pays. Pourquoi devrais-je me rouiller dans l'inactivité ? Si l'esprit public de mes compatriotes me donne les moyens de voyager comme leur délégué, je serai le premier ambassadeur du peuple de ce pays envoyé aux nations du continent. J'y suis poussé par ce genre d'émotion instinctive qui ne m'a jamais trompé. J'espère que j'arriverai à trouver, pour forcer les nations protectionnistes d'Europe à adopter un système plus libre, des moyens meilleurs encore que ceux que j'ai pu employer pour détruire notre système de protection. »
Il visita successivement la France, l'Espagne, l'Italie, l'Allemagne et la Russie et partout fut honoré. Il ne reçut pas que les acclamations du public mais les principaux hommes d'État lui accordèrent plusieurs audiences particulières. Pendant son absence eurent lieu des élections générales et il fut élu (1847) pour Stockport et le West Riding du Yorkshire. Il choisit de représenter ce dernier.

## Propagandiste de la paix
Revenu de l'étranger, Cobden s'occupa de ce qui lui semblait le complément logique de libre-échange, à savoir la défense de la paix et la réduction des armements navals et militaires. Son horreur de la guerre était viscérale et, en réalité, ses campagnes contre les Corn Laws avaient été motivées par sa conviction que le libre-échange œuvrait puissamment en faveur de la paix et contre la guerre. Il s'exposait délibérément au risque d'être ridicule et de se voir reprocher son utopie. En 1849, il présenta au parlement une proposition en faveur de l'arbitrage international et, en 1851, une motion pour une réduction réciproque des armements. Ni dans un cas ni dans l'autre il ne réussit et ne s'attendait à réussir. Poursuivant le même but, il s'impliqua dans une série de congrès de la paix qui, de 1848 à 1851, se tinrent successivement à Bruxelles, Paris, Francfort, Londres, Manchester et Édimbourg.
À l'instauration du Second Empire en France, en 1851-1852, une panique violente secoua le public, alimentée par la presse. On se figurait que Louis-Napoléon Bonaparte était en train de préparer une expédition soudaine sur la côte anglaise à la façon des pirates, sans prétexte ni provocation. Par une série de discours et de brochures, au Parlement et hors du Parlement, Cobden chercha à apaiser les passions de ses compatriotes. Cette attitude lui fit perdre la grande popularité qu'il avait gagnée comme champion du libre-échange et il devint pour un temps l'homme le plus injurié d'Angleterre.
Pourtant, par suite de la querelle sur les établissements religieux en Palestine, qui embrasa l'est de l'Europe, l'opinion publique se métamorphosa subitement et tous les soupçons et toute la haine qu'on réservait à l'empereur des Français se tournèrent maintenant vers l'empereur de Russie. Louis-Napoléon fut considéré comme l'allié fidèle de l'Angleterre et l'excitation populaire de la nation fut balayée dans la Guerre de Crimée.
S'opposant de nouveau aux sentiments du public, Cobden, qui avait voyagé en Turquie et avait étudié sa politique, ne voyait pas pourquoi on voulait maintenir l'indépendance et l'intégrité de l'empire ottoman. Il considérait qu'il était impossible de le maintenir et d'ailleurs que ce n'était pas souhaitable. Il trouvait qu'on exagérait de façon absurde les craintes concernant l'accroissement de la puissance russe, et soutenait l'idée que l'avenir de la Turquie d'Europe devait être remis aux mains de la population chrétienne et qu'il aurait été plus sage pour l'Angleterre de s'allier avec elle plutôt qu'avec le pouvoir islamique voué à la décomposition. « Vous devez réfléchir, dit-il à la Chambre des communes, comme des gens sensés et énergiques à cette question : que devez-vous faire avec la population chrétienne ? car le Mahométisme [l'Islam] ne peut pas être maintenu et je devrais être désolé de voir notre pays lutter pour le maintien du Mahométisme… Vous pouvez garder la Turquie sur la carte de l'Europe, vous pouvez appeler le pays par le nom de la Turquie si vous préférez, mais ne croyez pas que vous puissiez maintenir la loi des Mahométans dans le pays. » Le torrent de sentiment populaire qui entraînait à la guerre était pourtant irrésistible, et Cobden et Bright furent traînés dans la boue.

## Deuxième guerre de l'opium
Au début de 1857, on apprit en Angleterre que le plénipotentiaire britannique dans ce pays avait rompu avec le gouverneur de la province de Canton à la suite de l'incident du Arrow, à la suite de quoi la flotte anglaise avait détruit des places-fortes sur des rivières, brûlé 23 navires appartenant à la marine chinoise et bombardé la ville de Canton. Après une étude attentive des documents officiels, Cobden se convainquit que ces procédures étaient tout à fait iniques et il présenta au parlement une motion dans ce sens ; la discussion fut longue et mémorable et occupa plus de quatre nuits, au cours desquelles il fut soutenu par Sidney Herbert, sir James Graham, Guillaume Gladstone, Lord John Russell et Benjamin Disraeli. En conclusion Lord Palmerston fut battu par une majorité de seize voix.
Mais ce triomphe coûta à Cobden sa place au parlement. Après la dissolution, qui suivit l'échec de Lord Palmerston, Cobden se présenta comme candidat à Huddersfield, mais les électeurs de cette ville donnèrent la préférence à son adversaire, qui avait soutenu la guerre contre la Russie et avait approuvé ce qui s'était fait à Canton. Cobden fut ainsi renvoyé à la vie privée et passant sa retraite dans sa maison de campagne de Dunford, il consacra son temps sans regret à l'exploitation de ses terres et à l'élevage des cochons.
Il profita de ces loisirs pour visiter encore une fois les États-Unis. Pendant son absence eurent lieu les élections générales de 1859 et il fut élu sans difficulté député de Rochdale. Lord Palmerston, de nouveau Premier ministre, ayant découvert que l'aile gauche du parti libéral n'avait pas été aussi facilement « écrasée » qu'il l'avait escompté, fit des ouvertures de réconciliation et invita Cobden et Thomas Milner Gibson à devenir membres de son gouvernement. Dans une lettre sincère et cordiale, qui fut remise à Cobden chez lui à Liverpool, Lord Palmerston lui offrit la Présidence de la Chambre de commerce, avec une place dans son Cabinet. Beaucoup de ses amis insistèrent auprès de lui pour qu'il acceptât, mais sans hésiter un seul instant il résolut de décliner l'honneur proposé. À son arrivée à Londres il rendit visite à Lord Palmerston et avec la plus grande franchise lui dit qu'en public il s'était opposé à lui et l'avait dénoncé trop souvent, que leurs vues divergeaient toujours très largement, surtout sur les questions de politique étrangère, si bien qu'il ne pourrait pas, sans faire violence à son propre sens du devoir et à son intégrité, servir dans son cabinet comme ministre. Lord Palmerston essaya sur un ton plaisant de combattre de telles objections, mais sans succès.

## Traité Cobden-Chevalier

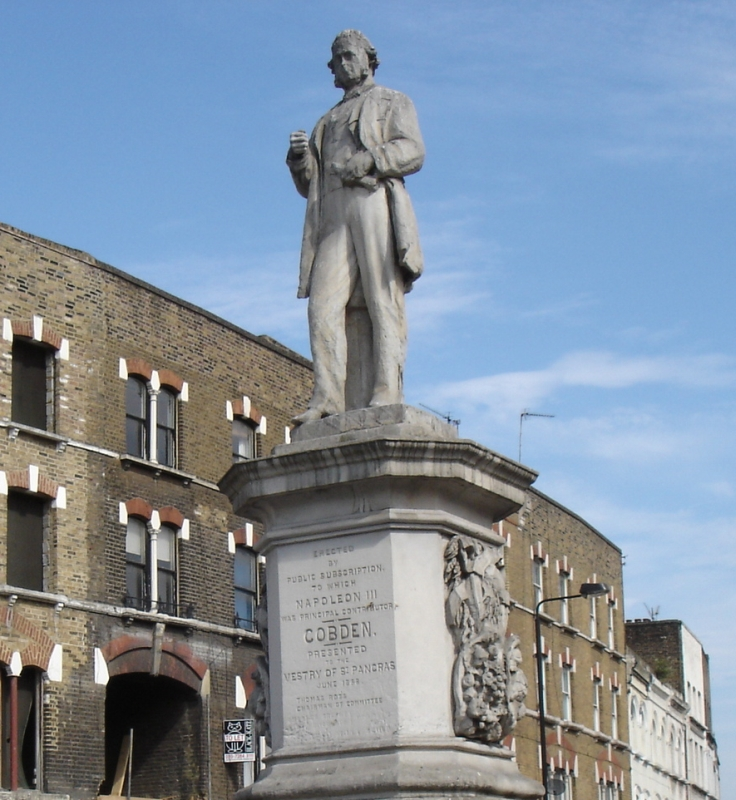
Statue de Richard Cobden à Londres

Mais, bien qu'il eût refusé de partager la responsabilité gouvernementale avec Lord Palmerston, il était prêt à agir comme son représentant pour promouvoir des relations commerciales plus libres entre la France et l'Angleterre. C'est lui d'ailleurs, avec Bright et Michel Chevalier, qui fut à l'origine de ces négociations. Vers la fin de 1859 il fit part à Lord Palmerston, à Lord John Russell et à Gladstone de son souhait de visiter la France et d'entrer en discussion avec Napoléon III et ses ministres, dans le dessein de promouvoir la liberté des échanges. Les hommes d'État britanniques lui donnèrent en gros leur approbation, mais c'est de son propre chef qu'il se rendit en France, sans avoir reçu au début de mandat officiel. À son arrivée à Paris il eut une longue audience avec Napoléon III, et lui présenta de nombreux arguments pour qu'on ôtât les obstacles qui avaient empêché les deux pays d'être liés plus intimement l'un à l'autre, et il réussit à faire une impression considérable sur son esprit en faveur du libre-échange. Il put discuter alors avec des ministres français et eut beaucoup de conversations sérieuses, surtout avec Eugène Rouher, qu'il trouva bien disposé envers les principes économiques et commerciaux que lui-même recommandait. Après beaucoup de temps passé dans ces négociations préliminaires et officieuses sonna l'heure de la diplomatie avec la question d'un traité de commerce entre les deux pays, Cobden fut alors prié par le gouvernement britannique d'agir comme son plénipotentiaire dans cette question, de concert avec Henry Wellesley, premier comte Cowley, l'ambassadeur en France. Mais cela se révéla une entreprise très longue et laborieuse. Il fallut surmonter l'hostilité farouche des protectionnistes français, qui amenait beaucoup d'indécision chez l'empereur et ses ministres. Il y eut aussi des retards, des hésitations et des points de détail intérieurs, qui étaient encore plus inexplicables.
Il fut, en outre, attaqué avec une extrême violence par une fraction puissante de la presse anglaise, pendant que le grand nombre de petits détails dont il devait débattre au sujet des taxes douanières entre la France et l'Angleterre étaient une sorte d'impôt sur sa patience et son zèle qui aurait découragé un homme moins résolu. Mais il y avait une source d'embarras plus grande encore que tout le reste. Le principal motif qui l'avait poussé à se livrer à cette entreprise était son désir passionné d'établir des relations plus amicales entre l'Angleterre et la France et de dissiper ces sentiments de jalousie réciproque et de méfiance qui se manifestaient si souvent et compromettaient la paix entre les deux pays. C'était l'argument le plus puissant et le plus efficace avec lequel il avait décidé l'empereur et les membres du gouvernement français. Mais au beau milieu des négociations, Lord Palmerston présenta à la Chambre des communes des mesures pour renforcer les arsenaux navals de l'Angleterre et il le fit dans un discours belliqueux, ostensiblement dirigé contre la France, qu'il considérait comme un envahisseur potentiel contre lequel il était nécessaire de se protéger. Un tel discours produisit à Paris irritation et ressentiment et sans l'influence que Cobden avait acquise et la confiance parfaite qu'on avait dans sa sincérité, les négociations auraient probablement été irrémédiablement gâchées. Finalement, pourtant, après un travail incessant de presque douze mois, le travail fut terminé en janvier 1860, par la signature du traité franco-anglais de 1860, souvent appelé Traité Cobden-Chevalier. 
Après la fin de ce travail les deux pays qui en avait tant profité proposèrent des honneurs à Cobden. Lord Palmerston lui offrit un titre de baronnet et une place au Conseil Privé et l'empereur des Français lui aurait volontiers conféré une autre marque d'honneur. Mais son désintéressement et sa modestie caractéristiques lui firent décliner de telles récompenses.
Les efforts de Cobden dans sa propagande pour le libre-échange étaient toujours subordonnés aux buts moraux qu'il jugeait les plus élevés : la promotion de la paix sur la terre et de la bonne volonté parmi les hommes. C'était son désir et son espoir en ce qui concernait le traité commercial avec la France. Il fut donc profondément déçu et bouleversé de retrouver le vieux sentiment de méfiance toujours activement alimenté par la presse et certains des principaux politiciens du pays. En 1862 il publia sa brochure intitulée Les Trois Paniques, dont le but était de retracer l'histoire et d'exposer la folie de ces manifestations périodiques d'inquiétude quant aux desseins français, dont l'Angleterre avait été prisonnière pendant les quinze ou seize ans précédents.

## Guerre de Sécession
Quand la Guerre civile menaça d'éclater aux États-Unis, Cobden fut profondément bouleversé. Mais après que le conflit fut devenu inévitable ses sympathies allèrent entièrement au Nord, parce que le Sud se battait pour maintenir l'esclavage. Sa grande préoccupation, pourtant, était que la nation britannique ne se livrât pas à une conduite indigne pendant le temps du conflit. Et quand les relations avec l'Amérique devinrent critiques, voire menaçantes, à la suite des empiètements commis sur le commerce américain par des vaisseaux relevant des ports britanniques, il posa le problème devant la Chambre des Communes dans une série de discours exceptionnels par leur force et par leur clarté.

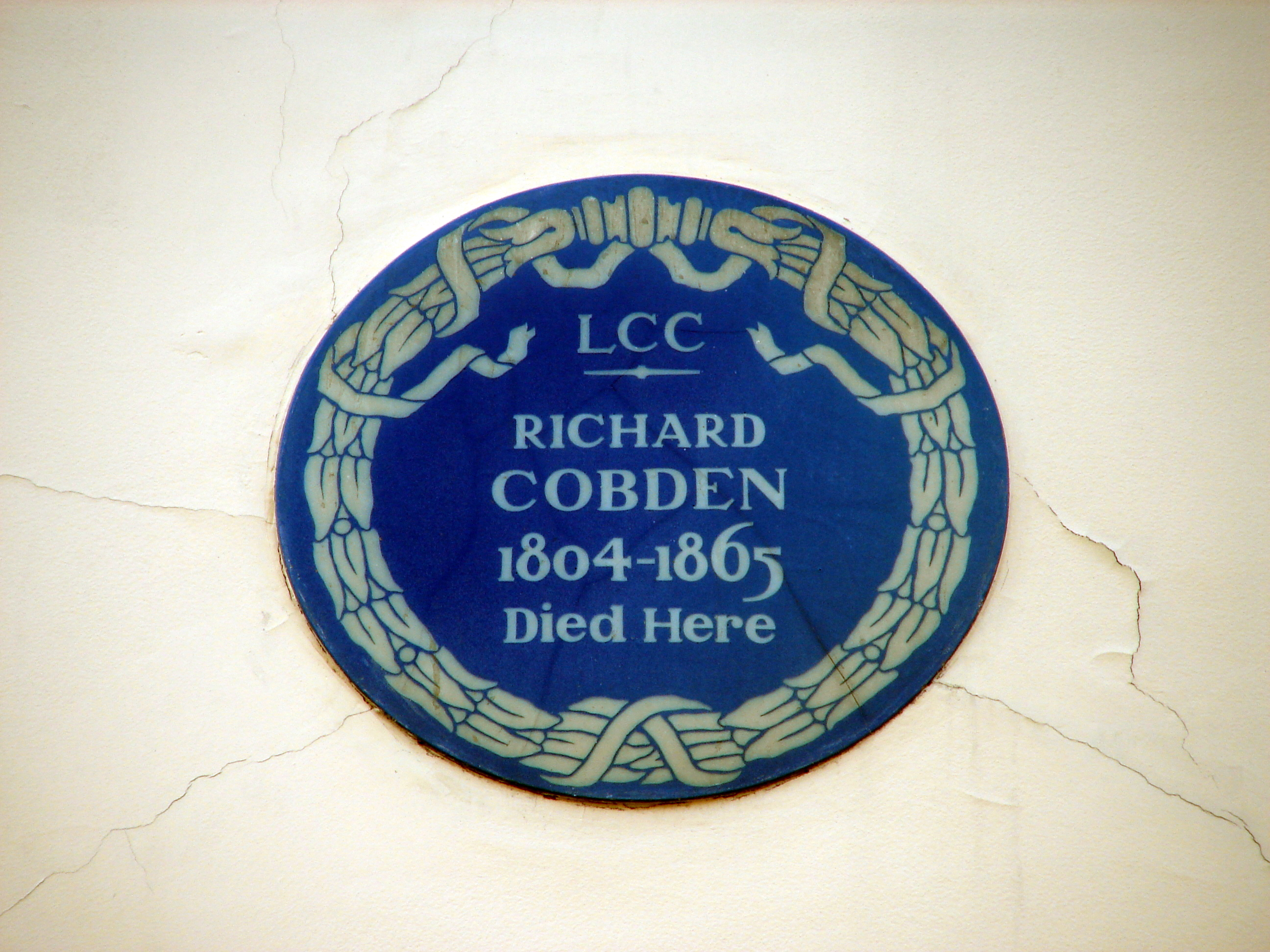
Plaque à Richard Cobden, 23 Suffolk Street

Depuis plusieurs années, Cobden souffrait par intervalles d'une irritation sévère des bronches et avait de la difficulté à respirer. Pour cette raison il avait passé l'hiver 1860 en Algérie et, chaque hiver qui suivit, il dut être très prudent et rester confiné chez lui, surtout quand le temps était humide et brumeux. En novembre 1864, il se rendit à Rochdale et prononça devant ses électeurs un discours qui devait être le dernier de sa vie. Cet effort fut suivi d'une grande prostration physique et il résolut de ne pas quitter sa retraite de Midhurst jusqu'à l'arrivée du printemps. Mais en mars eurent lieu des discussions à la Chambre des Communes sur la prétendue nécessité de construire au Canada de grands travaux de défense. Scandalisé par la folie d'un tel projet il fut pris d'un désir irrésistible de monter à Londres pour faire connaître ses sentiments sur le sujet. Il partit de chez lui le 21 mars et fut victime d'un coup de froid. Il se rétablit un peu quelques jours après son arrivée à Londres; mais le 29, il eut une rechute et le 2 avril 1865, il expira paisiblement dans son appartement, Nº 23 Suffolk Street, une rue proche de Trafalgar Square en Londres, qui est aujourd'hui avec une plaque commémorative (blue plaque).
Ses plus importants Discours ont été réunis, Londres, 1850.
Une de ses quatre filles, Anne, fut une active suffragette et militante socialiste. Elle épousa l’avocat, puis relieur et éditeur de la Doves Press, Thomas James Cobden-Sanderson (qui joignit leurs deux patronymes). Une autre de ses filles, Jane, fut une militante politique active dans la défense du droit des femmes et dans la lutte contre la politique impérialiste britannique.

## Œuvres
- The Three Panics; An Historical Episode
- Political Writings, Vol. 1 of 2 (Classic Reprint), Forgotten Books (27 Sept. 2015)
- Russia the Eastern Question (Classic Reprint), Forgotten Books (27 Sept. 2015)
- 1793 and 1853, in Three Letters, Vol. 4 (Classic Reprint), Forgotten Books (27 Sept. 2015)

Traductions françaises
- Congrès ou guerre : une solution prompte ! précédé d'une lettre de Richard Cobden, éd.1868
- L' Angleterre, La France, La Russie Et La Turquie, Nabu Press (13 avril 2012)